# Volo Swiss International Air Lines 850
Il  volo Swiss International Air Lines 850 era un volo di linea tra l'Aeroporto di Basilea-Mulhouse-Friburgo e l'Aeroporto di Amburgo-Fuhlsbüttel che il 10 luglio 2002 si è schiantato durante l'atterraggio all'aerodromo di Werneuchen. Non essendo in grado di atterrare in sicurezza presso l'aeroporto di Amburgo, l'equipaggio dirottò ripetutamente su vari aeroporti prima di decidere di atterrare a Werneuchen. Durante l'atterraggio l'aereo ha urtato un muro di terra che era stato eretto all'inizio della pista, perdendo il carrello d'atterraggio.

## Aereo ed equipaggio
L'aereo era un Saab 2000, registrato HB-IZY, che volò per la prima volta il 30 aprile 1997 e venne consegnato a Crossair il 30 maggio dello stesso anno. Al momento dell'incidente l'aereo aveva accumulato 12 303 ore di volo e 12 069 atterraggi.
Il comandante aveva accumulato un totale di 2 600 ore di volo: di queste, 2 350 sono state accumulate su Saab 2000, di cui 1 750 come primo ufficiale e 600 come comandante. Il primo ufficiale aveva accumulato un totale di 1 940 ore di volo, di cui 1 732 su Saab 2000. L'equipaggio di cabina era composto da due assistenti di volo, di cui una era la responsabile dell'addestramento degli assistenti di volo e l'altra un'assistente di volo istruttrice.

## L'incidente
Il volo 850 avrebbe dovuto essere svolto con un Embraer ERJ 145 ma a causa dell'indisponibilità dell'Embraer il volo venne riprogrammato con un Saab 2000. A causa della segnalazione di un temporale in corso sull'aeroporto di Amburgo per l'intero pomeriggio l'equipaggio decise di imbarcare 570 kg di carburante aggiuntivo in previsione di un possibile dirottamento su un aeroporto alternato.
Il volo 850 decollò da Basilea alle 18:09 ora locale. Alle 19:36 il volo venne autorizzato a scendere a 3 000 piedi per un avvicinamento ILS alla pista 23 dell'aeroporto di Amburgo. Dopo un minuto e mezzo, alla quota di 3 300 piedi, l'equipaggio abortì l'atterraggio a causa di vento forte dovuto a un temporale in corso sopra l'aeroporto e inserì l'aereo nel circuito di traffico di Lubecca. Alle 19:46 il controllo del traffico aereo avvisò il volo 850 che un altro aereo era atterrato sulla pista 33 riportando vento forte senza wind shear e chiese al volo 850 se volesse atterrare sulla pista 33. L'equipaggio rispose chiedendo una deviazione su Hannover e abbandonando l'aeroporto di Brema, che era stato designato come primo alternato durante la pianificazione del volo, a causa del fronte temporalesco in movimento. Alle 20:13, nei pressi di Schwerin, l'equipaggio, dopo avere notato attraverso il radar meteo una perturbazione sulla rotta che avrebbe dovuto portare il volo 850 ad Hannover, deviò verso l'aeroporto di Berlino-Tegel. Dopo 2 minuti l'equipaggio ricevette l'ATIS di Tegel che riportava CAVOK e nessun cambiamento significativo alle condizioni meteo.
Alle 20:18, dopo che l'aereo mostrò l'avviso Low Fuel Warning, l'equipaggio richiese la priorità dopo avere valutato che all'aereo rimanevano 40 minuti di autonomia.
Alle 20:25, a circa 20 miglia nautiche a nord-ovest di Tegel, il fronte temporalesco raggiunse Berlino. Alle 20:28, visto il temporale e il forte vento, l'equipaggio abbandonò l'avvicinamento a Tegel richiedendo istruzioni per raggiungere un altro aeroporto. Il controllore del traffico aereo suggerì di dirigersi verso Eberswalde, a 27 miglia nautiche ad est. In rotta verso Eberswalde il radar meteo mostrò una cella temporalesca nei pressi dell'aeroporto e alle 20:32 l'equipaggio richiese informazioni su Heringsdorf e Neubrandenburg. L'equipaggio si diresse inizialmente verso Neubrandenburg salvo abbandonare la rotta dopo pochi minuti, quando il controllo del traffico aereo li informò di un temporale sopra l'aeroporto. Dopo essere stato informato da altri voli che l'area ad est di Berlino era sgombra da temporali, alle 20:33 il controllo del traffico aereo diresse il volo 850 verso l'aerodromo di Werneuchen, un ex aeroporto militare a 20 miglia nautiche di distanza.
Un supervisore del controllo del traffico aereo di Berlino contattò telefonicamente il responsabile dell'aero club di Werneuchen per informarlo della necessità di fare atterrare il volo 850. Il responsabile, che non si trovava nei pressi dell'aerodromo e che non fu in grado di fornire informazioni sulle condizioni meteo, avvisò l'ATC che la pista era stata accorciata a 1 500 m e che era stato eretto un muro di terra che la attraversava.
Alle 20:40 il volo 850 entrò in contatto visivo con l'aerodromo di Werneuchen. Il controllo del traffico aereo di Berlino informò l'equipaggio di usare la parte più a est della pista 08 e di non atterrare prima della soglia della pista. L'aereo toccò la pista pochi secondi prima delle 20:42 e poco oltre la sua soglia originale ed entrò in collisione con il muro di terra che attraversava la pista, provocando la separazione di tutte le tre gambe del carrello di atterraggio. L'aereo si fermò 350 m oltre il muro e si attivò l'allarme di incendio nel motore sinistro, che portò i piloti ad azionare l'impianto antincendio di entrambi i motori.
L'unico ferito nell'incidente fu una passeggera che subì ferite lievi.

## Le indagini
Prima della partenza del volo 850 vennero emessi alcuni SIGMET per la FIR di Brema che allertavano dell'avvicinamento di un fronte temporalesco diretto verso nord-est e alle 16:00 venne emesso un SIGMET per la FIR di Berlino che avvisava di un fronte temporalesco in arrivo. Tutti questi SIGMET non sono stati consegnati al volo 850.
Il Deutscher Wetterdienst rilasciò un report in cui dichiarava che il 10 luglio 2002 la Germania era interessata da un fronte freddo che si estendeva dal Mare del Nord alla Francia meridionale e che si muoveva verso est. Al momento dell'atterraggio il fronte temporalesco non aveva ancora raggiunto Werneuchen ma era nelle immediate vicinanze, influenzando la visibilità serale. Ciò che i piloti credevano fosse una serie di temporali isolati era in realtà un unico fronte temporalesco che investì tutta la Germania con venti fino a 150 km/h.
La pista dell'aerodromo di Werneuchen era lunga 2 400 m e larga 80. Nel 1997 la lunghezza della pista è stata ridotta a 1 500 m ed è stata mantenuta in uso la parte ad est, nonostante i rimanenti 900 m non siano stati smantellati. Per prevenire accessi non autorizzati alla pista, d'accordo con l'ufficio dell'aviazione civile regionale, il gestore aeroportuale eresse un muro di terra alto circa 4 m all'estremità ovest della pista e un altro muro di terra, alto circa 70 cm, a 235 m dalla soglia della pista 08. Al momento dell'incidente le croci bianche utilizzate per segnalare la chiusura dei tratti di pista erano usurate e risultavano poco visibili dall'alto, a differenza della segnaletica originale che risultava ben definita.
Dopo che l'equipaggio del volo 850 richiese di deviare ad Hannover il controllo del traffico aereo di Amburgo non consigliò ai piloti di dirottare verso altri aeroporti più vicini né una richiesta simile venne fatta dall'equipaggio, che non consultò il Flight Management System per cercare altri aeroporti adatti e non contattò l'Operations Control Centre della compagnia per chiedere supporto. Essendo stati informati delle buone condizioni meteo sopra Berlino, l'equipaggio si diresse verso l'aeroporto di Tegel, dove però incontrò meteo avverso. Una volta identificato l'aerodromo di Werneuchen come aeroporto idoneo all'atterraggio l'equipaggio, che non conosceva l'aerodromo, non effettuò un sorvolo dello stesso, probabilmente a causa della convinzione di non avere sufficiente carburante per atterrare in seguito.

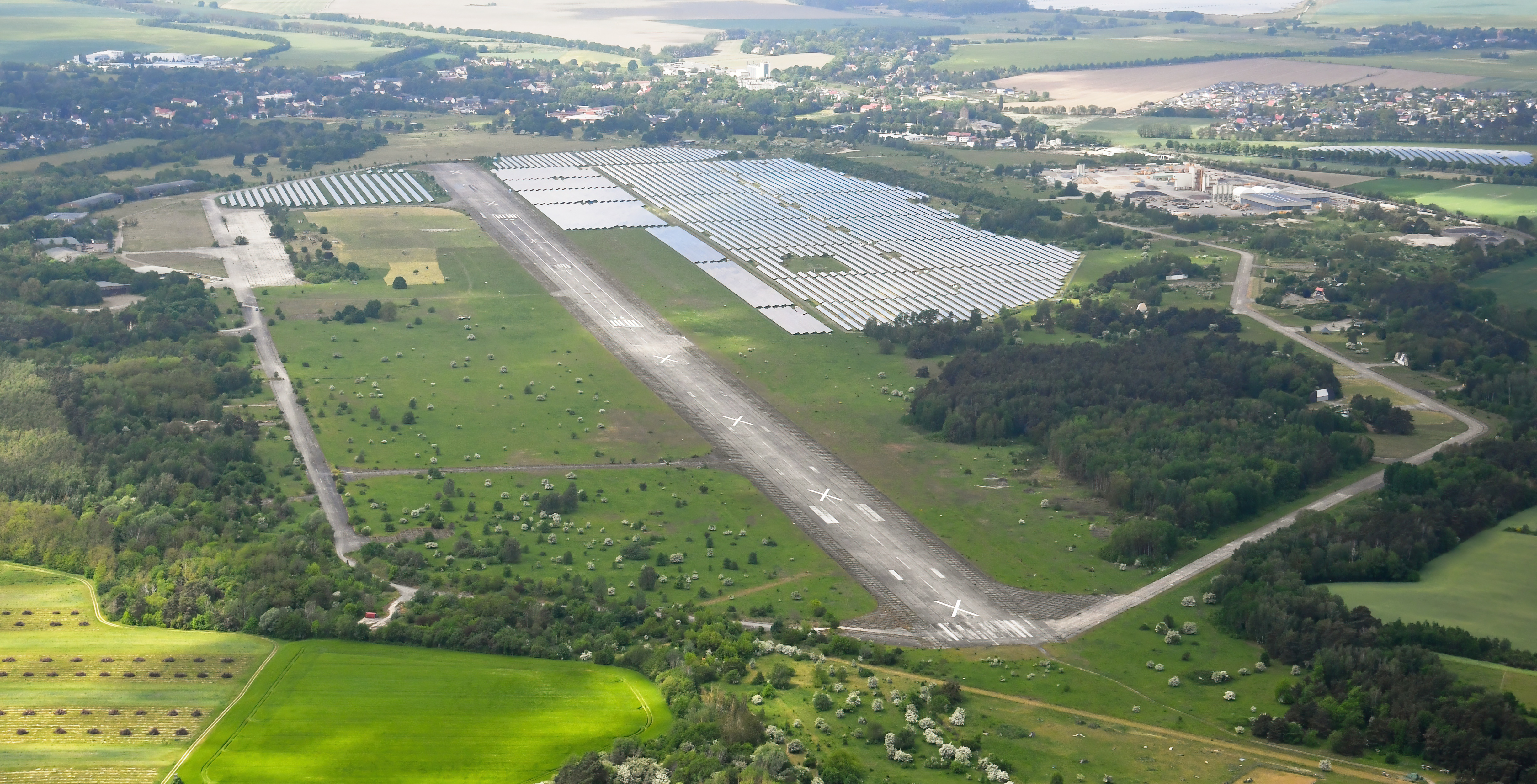
L'aerodromo di Werneuchen nel 2023 con le indicazioni appropriate per indicare le porzioni di pista chiuse: all'inizio della pista 08 si può notare il muro di terra alto 4 m

La comunicazione data dal controllore del traffico aereo di Berlino al volo 850 nella quale si comunicava che sarebbe dovuto atterrare nella parte est della pista non venne compresa dai piloti in quanto venne ritenuta una raccomandazione e non conteneva nessun riferimento a ostacoli o porzioni di pista chiuse. L'equipaggio non ebbe contatti con il personale del Servizio Informazioni Volo Aeroportuale di Werneuchen, che avrebbe potuto informarli del muro di terra, in quanto non era al momento presente nell'aerodromo. Durante l'avvicinamento il comandante disse che la pista era più lunga di quella dell'aeroporto di Berna dato che la nuova soglia di pista non era visibile e le croci bianche dipinte ad indicare la chiusura della porzione di pista ad ovest erano di dimensioni ridotte rispetto agli standard ICAO ed erano particolarmente erose. I segni lasciati dagli pneumatici indicavano che il Saab 2000 aveva toccato la pista in prossimità del punto di mira della vecchia pista. L'Aeronautical Information Publication di Werneuchen che venne presa in analisi dal controllore del traffico aereo di Berlino per comunicare i dati della pista al volo 850 non permise al controllore di interpretare correttamente il layout dell'aeroporto e di identificare la porzione di pista chiusa.
L'evacuazione dei passeggeri avvenne su iniziativa delle assistenti di cabina mentre i piloti svolgevano operazioni di emergenza.
Durante le indagini non è stata trovata evidenza della partecipazione dei membri dell'equipaggio né a corsi di Crew resource management né a corsi di Line-oriented flight training. Mentre i primi erano previsti in Swiss International Air Lines, i corsi LOFT non venivano citati nelle procedure della compagnia. Mentre il volo 850 si trovava nel circuito di traffico di Lubecca l'equipaggio seguì diligentemente la lista degli aeroporti alternati, che si trovavano entrambi oltre il fronte temporalesco, anziché valutare altre opzioni possibili.
Le indagini hanno concluso che l'incidente è stato causato da:
- estensione e intensità del temporale e rapidità del cambiamento delle condizioni meteo;
- uso insufficiente delle risorse disponibili durante la presa di decisioni in volo;
- perdita di aeroporti alternativi per l'atterraggio unita alla pressione data dalla scarsità di carburante a bordo;
- l'atterraggio avvenuto fuori da un'area operativa dell'aerodromo;
- mancata individuazione del muro di terra e successiva collisione.

Altre cause sistemiche sono state:
- informazioni sulle condizioni meteo insufficienti, sia prima che durante il volo;
- informazioni insufficienti sull'aerodromo di Werneuchen a causa di carte inadeguate, unitamente a mancanze e incomprensioni nella comunicazione;
- segnalamento delle aree attive e non operative dell'aerodromo improprio.